# Гаррі Гамільтон Джонстон
Гаррі Гамільтон Джонстон (англ. Harry Hamilton Johnston; 12 червня 1858 — 31 серпня 1927) — англійський дослідник і колоніальний адміністратор. 
Він мав дуже виразний характер, хоча малий зріст. Всього 152 см у висоту, він став відомий як "крихітний гігант". Джонстон був також досвідченим художником, фотографом, картографом, лінгвістом, натуралістом і письменником. 
Він почав вивчати тропічну Африку в 1882 році. У 1884 році він був у Східній Африці та в наступному році заступив на колоніальну службу, на ряді посад у різних африканських країнах: Камерун, Нігерія, Ліберія, Мозамбік, Туніс, Занзібар, і Уганда. Він також встановив британський протекторат в Ньясаленді. 
Джонстон був першим комісаром королеви Вікторії та генеральним консулом Британської імперії у Центральній Африці. Він був членом Королівської академії мистецтв, і його картини африканської дикої природи є винятковими. Він говорив більш ніж 30 африканськими мовами, а також арабською, італійською, іспанською, французькою й португальською мовами. 
Був посвячений у лицарі в 1896 році й вийшов у відставку в 1904 році, після чого продовжив своє захоплення природознавством. Він відкрив понад 100 нових видів птахів, рептилій, ссавців і безхребетних. Мабуть, найпомітнішим з усіх них є окапі. Джонстон написав понад 60 книг, у тому числі Історія мого життя (англ. The Story of My Life, 1923), а також понад 600 коротких творів.